# ماهی سرد (ترانه)
«ماهی سرد» (به انگلیسی: Cold Fish) ترانه‌ای از گروهٔ موسیقی آلترناتیو راک کوئینادرینا می‌باشد که به‌عنوان تک‌آهنگ اصلی از نخستین آلبوم استودیویی گروه تحت عنوان تاکسیدرمی (۲۰۰۰) منتشر گردیده‌است.